# Máriássy Félix

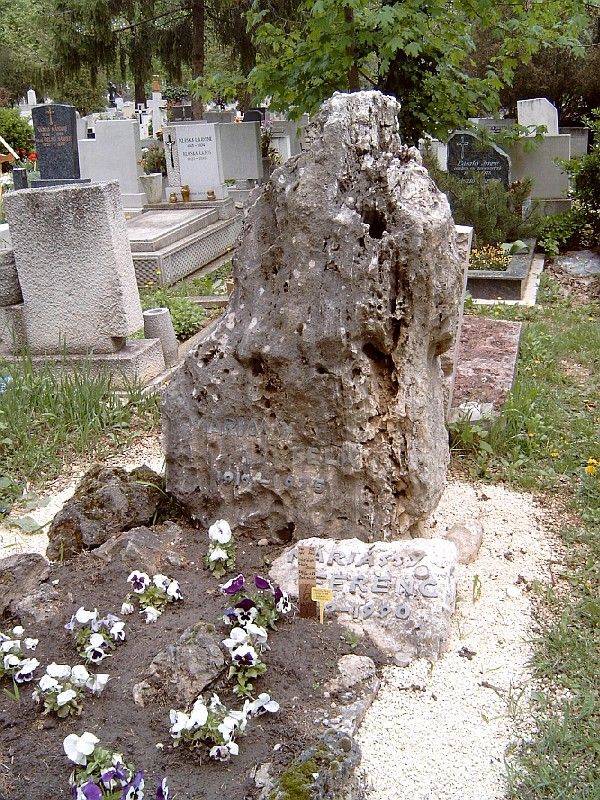
Máriássy Félix és fia, Máriássy Ferenc sírja Budapesten. Farkasréti temető: 26/1-6-88. Kiss Sándor alkotása.

Máriássy Félix (Márkusfalva, 1919. június 3. – Budapest, 1975. január 26.) Kossuth-díjas magyar filmrendező, főiskolai tanár, vágó, forgatókönyvíró.

## Életpályája
Húszévesen jelentkezett a Hunnia Filmgyárba gyakornoknak, vágóként és forgatókönyvíróként is működött a kor neves filmrendezői mellett (Hamza D. Ákos, Radványi Géza, Ráthonyi Ákos, Gaál Béla). A Valahol Európában elkészítésében és a Talpalatnyi föld vágásában közreműködött. 1945-től a Magyar Filmgyártó Rt. (MAFIRT) számára dokumentumfilmeket készített. Első nagy játékfilmjét, a Szabónét 1949-ben a munkásélet és a mindennapi problémák, gondok ábrázolása ihlették.
Forgatókönyveit általában a felesége, Máriássy Judit írta. Korrajz a következő két filmje is, a Kis Katalin házassága (1950) és a Teljes gőzzel (1951). 1954-ben készítette el a Rokonokat Móricz Zsigmond regényéből. Ezután készült legsikeresebb filmje, a Budapesti tavasz (1955) a felszabadulás idején játszódik, Gordon Zsuzsa és Gábor Miklós főszereplésével. Ezt a filmjét beválasztották a Budapesti tizenkettő közé.
Ezután készült művei a munkások mindennapjait ábrázolják. Például: Külvárosi legenda, Álmatlan évek, Fapados szerelem. Új hangvételű filmeket készített az 1960-as évek második felétől: Fügefalevél, Imposztorok.
A Színház- és Filmművészeti Főiskola tanára volt 1948-tól. Utolsó munkájaként 1974-ben Luttor Mara Jelbeszéd c. filmjének volt a művészeti tanácsadója. Elnöke volt a Filmfőiskolák Nemzetközi Szervezetének, titkára a Magyar Film és Televízió Művészeti Szövetségnek. Fia: Máriássy Ferenc operatőr.

## Filmjei

### Játékfilmek
- 1949 – Szabóné
- 1950 – Kis Katalin házassága
- 1951 – Teljes gőzzel
- 1954 – Rokonok (Móricz Zsigmond regénye)
- 1955 – Budapesti tavasz (Karinthy Ferenc regénye)
- 1955 – Egy pikoló világos
- 1957 – Külvárosi legenda
- 1958 – Csempészek
- 1958 – Álmatlan évek
- 1959 – Fapados szerelem
- 1960 – Hosszú az út hazáig
- 1960 – Próbaút
- 1962 – Pirosbetűs hétköznapok (magyar-csehszlovák)
- 1964 – Karambol
- 1966 – Fügefalevél
- 1967 – Kötelék
- 1968 – Imposztorok

### Tévéfilmek
- 1963 – Ezer év (Karinthy Ferenc színművéből)
- 1970 – Angyal a karddal
- 1971 – Áradat

### Dokumentumfilmek
- Arccal a vasút felé
- A magyar proletárdiktatúra, (1919)

## Díjai, elismerései
- Kossuth-díj (1956)
- Érdemes művész (1969)
- SZOT-díj (1971)